# شهر فرنگ (فیلم)
شهر فرنگ فیلمی به کارگردانی  و نویسندگی پرویز اصانلو محصول سال ۱۳۴۶ است.

## بازیگران
- ماریا الوندی
- بیژن روحانی [۱]
- حسن رضیانی
- سیمین علی زاده
- حسین اشراق
- عدیله
- محمد عبدی

## مرگ بیژن روحانی
مهرماه ۱۳۴۵ و در زمان فیلمبرداری فیلم در ارتفاعات گزنک ، بیژن روحانی بازیگر فیلم حین عبور از رودخانه هراز به امواج قوی رودخانه کشیده شد. چند نفر در جاده هراز حوالی اسک وی را که از ناحیه سر خونریزی داشت ولی نفس می‌کشید پیدا کرده و با خودرو به بیمارستان سرخه‌حصار رساندند، ولی وی نرسیده به سرخه‌حصار درگذشت.